# Podregija Foča
Podregija Foča (srp. Субрегија Фоча) je jedina podregija mezoregije Istočnog Sarajeva, odnosno u njenu je sastavu.

## Zemljopis
Obuhvaća općine:
- Foču
- Čajniče